# Plies
Algernod Lanier Washington (Fort Myers, 1 de julho de 1976), mais conhecido como Plies, é um rapper norte-americano que emplacou sucessos no Brasil como: Shawty e Hypnotized. Depois de abandonar o colegio Plies entrou na Big Gates Records com ajuda de um amigo. Entre 2007 e 2008 ele realizou 3 álbuns. Plies começou com The Real Testament com singles como "Shawty" e "Hypnotized".Ele também gravou 2 álbuns em 2008, Definition of Real e Da REAList de grande sucesso nos EUA, em 2010 gravou mais um álbum Goon Affiliated que conta com participação de alguns nomes fortes do Hip Hop incluindo Young Jeezy, Fabolous, Keri Hilson entre outros.

## Discografia

### Álbuns de estúio
- The Real Testament (2007)
- Definition of Real (2008)
- Da REAList (2008)
- Goon Affiliated (2010)

### Mixtapes
- 2005: 36 Ounces (A Whole Brick)
- 2006: 100% Real Nigga
- 2006: Dj Drama & Plies - From The Bottom To The Top
- 2006: DJ Smallz & Plies - The Calm Before The Storm
- 2007: DJ Rell and Plies - Streetz Iz Talking
- 2007: DJ Rell And Plies - Streets Iz Talkin II (A Real Nigga Epidemic)
- 2007: DJ Scream And Plies - The Truth Hurts
- 2007: DJ Storm and Plies - Drank Epidemic 11 and 11.2
- 2007: DJ Worldwide Legacy presents Plies - Got Em' Hatin
- 2007: Plies - Greg Street Presents 30 Days
- 2007: Plies - The Countdown
- 2008: DJ 31 Degreez & Plies - My World
- 2008: DJ Bobby Black And DJ Messiah - Present Plies And Lil Boosie - Crack Addiction
- 2008: DJ Ntire & Plies - Definition Of Real [The Prelude]
- 2008: DJ Rah2k And DJ Racks Present Plies - Hate Talk
- 2008: Rick Ross And Plies - Goon Music
- 2008: Trap-A-Holics Plies Pussy Monster
- 2008: Trap-A-Holics Present Plies - Definition Of Real
- 2008: DJ Rell Plies And Rick Ross - Barrel Brothers - (Welcome To The Gunshine State)[Bootleg]
- 2008: DJ Spinatik - The Trillest And The Realest (Rick Ross & Plies) [Bootleg]
- 2008: Kochece - Trilla Goon (Rick Ross & Plies)
- 2008: DJ Cannon Banyon Plies Vs Weezy [Bootleg]
- 2008: DJ Crowd and Plies - Shell N Marijuana [Bootleg]
- 2008: Rah2k & The Infamous Kid Present - Plies & Trina Fuck Friends [Bootleg]
- 2008: Plies & Rick Ross - Goon Music
- 2009: A Pill and A Half
- 2010: No Chaser
- 2010: You Need People Like Me?
- 2011: I Fuck With The DJ

### Singles
- 2007: Shawty (featuring T-Pain)
- 2007: Hypnotized" (featuring Akon)
- 2008: I Am the Club
- 2008: Bust It Baby
- 2008: Bust It Baby Pt. 2 (featuring Ne-Yo)
- 2008: Who Hotter Than Me
- 2008: Please Excuse My Hands (featuring Jamie Foxx & The Dream)
- 2008: Pants Hang Low (featuring Mannie Fresh)
- 2008: Want It, Need It (Feat Ashanti)
- 2008: Put It On Ya  (Feat Chris J)
- 2010: Medicine (feat Keri Hilson)

### Participações especiais
- 2007: "I'm So Hood" (DJ Khaled participações de Trick Daddy, Rick Ross, Plies, e T-Pain)
- 2007: "Dey Know (Remix)" (Shawty Lo participações de Ludacris, Young Jeezy, Plies e Lil' Wayne)
- 2007: "Speedin' (Remix)" (Rick Ross participações de DJ Khaled, R. Kelly, Plies, Birdman, Busta Rhymes, DJ Drama, Webbie, Gorilla Zoe, Fat Joe, Torch, Gun Play, DJ Bigga Rankin', Flo-Rida, Brisco e Lil' Wayne)
- 2008: "Ain’t Saying Nothin’/Cocababy" (Fat Joe participações de Plies, Dre (Cool & Dre) & Jackie Rubio)
- 2009:What I Do (Chris Brown).

2009 : Bust it Baby ft. Ne-Yo
- 2011 : "Welcome To My Hood (DJ Khaled participações de T-Pain, Rick Ross, Plies e Lil' Wayne)